# Rotaria murrayi
Rotaria murrayi är en hjuldjursart som beskrevs av Bartoš 1951. Rotaria murrayi ingår i släktet Rotaria och familjen Philodinidae. Inga underarter finns listade i Catalogue of Life.